# رود الکنندا
رود الکنندا یک رود هیمالیایی در هند است که در ایالت اوتاراکند قرار دارد و همچنین یکی از منابع رودخانه گنگ، رود بزرگ شمال هند و مقدس‌ترین رود هندوئیسم است. این رود پس از طی صد و نود و پنج کیلومتر به رود گنگ می‌ریزد.